# 1970-es magyar teniszbajnokság
Az 1970-es magyar teniszbajnokság a hetvenegyedik magyar bajnokság volt. A bajnokságot augusztus 17. és 23. között rendezték meg Budapesten, a Dózsa margitszigeti teniszstadionjában.

## Eredmények
| Versenyszám  | Arany                                             | Arany | Ezüst                                        | Ezüst | Bronz                                                                                            | Bronz |
| ------------ | ------------------------------------------------- | ----- | -------------------------------------------- | ----- | ------------------------------------------------------------------------------------------------ | ----- |
| Férfi egyéni | Gulyás István Újpesti Dózsa                       |       | Szőke Péter Bp. Vörös Meteor                 |       | Baranyi Szabolcs Újpesti Dózsa                                                                   |       |
| Női egyéni   | Szabó Éva Vasas SC                                |       | Borka Katalin Újpesti Dózsa                  |       | Szörényi Judit Bp. Spartacus                                                                     |       |
| Férfi páros  | Baranyi Szabolcs, Varga Géza Újpesti Dózsa        |       | Szőke Péter, Szőcsik András Bp. Vörös Meteor |       | Gulyás István, Fehér János Újpesti Dózsa, Bp. HonvédBalázs György, Szikszay András Bp. Spartacus |       |
| Női páros    | Szabó Éva, Szörényi Judit Vasas SC, Bp. Spartacus |       | Borka Katalin, Polgár Erzsébet Újpesti Dózsa |       | Duday Melinda, Sólyom Erzsébet Bp. Honvéd, Vasas SCGráczol Ágnes, Balogh Betty Bp. Honvéd        |       |
| Vegyes páros | Gulyás István, Borka Katalin Újpesti Dózsa        |       | Taróczy Balázs, Szabó Éva Vasas SC           |       | Szikszay András, Szörényi Judit Bp. SpartacusBalázs György, Bécsy Ibolya Bp. Spartacus           |       |

Megjegyzés: A magyar sport évkönyve szerint férfi egyéniben Csoknyai Bertalan (Spartacus), női egyéniben Polgár Erzsébet (Ú. Dózsa) is 3. helyezett volt, de mindkét esetben volt mérkőzés a 3. helyért.